# Triumph Tina
Il Triumph Tina era uno scooter di piccole dimensioni e dalle prestazioni basse prodotto dalla casa motociclistica Triumph. Aveva un motore a due tempi da 100 cm³ e la trasmissione automatica. Sul manubrio poteva essere montato un cestino nel quale riporre eventuali prodotti acquistati.

## Il contesto
Nel 1962, nonostante l'opposizione interna da parte di coloro che vedevano la costruzione di veicoli diversi dalle moto di grande cilindrata come una diluizione dell'immagine macho che si era creata la Triumph, vennero realizzati due modelli di scooter. Progettati da Edward Turner, con questi mezzi la casa britannica doveva entrare nel mercato dei veicoli chiamati carrelli della spesa da poco identificato da una ricerca di marketing. Il veicolo doveva essere facile e semplice da guidare e venne costruito in versione a due ruote (Triumph Tina) e tre ruote (Ariel 3).
Venne quindi realizzata una imponente campagna pubblicitaria, che coinvolse anche la stella del pop dell'epoca Cliff Richard. Nonostante questo impegno però i numeri di vendita del Tina furono ridotti. Le vendite della versione a tre ruote, destinata a coloro che desideravano un mezzo più stabile, andò anche peggio e ne furono venduti tra i 10 e i 15 esemplari. Di conseguenza la sua produzione venne immediatamente interrotta.
La realizzazione di questi veicoli assorbì una grande fetta di risorse del settore sviluppo e marketing della casa britannica.
Lo scooter nel 1965 cambiò nome in Triumph T10 e restò in produzione fino al 1970.